# تروییکای اروپایی

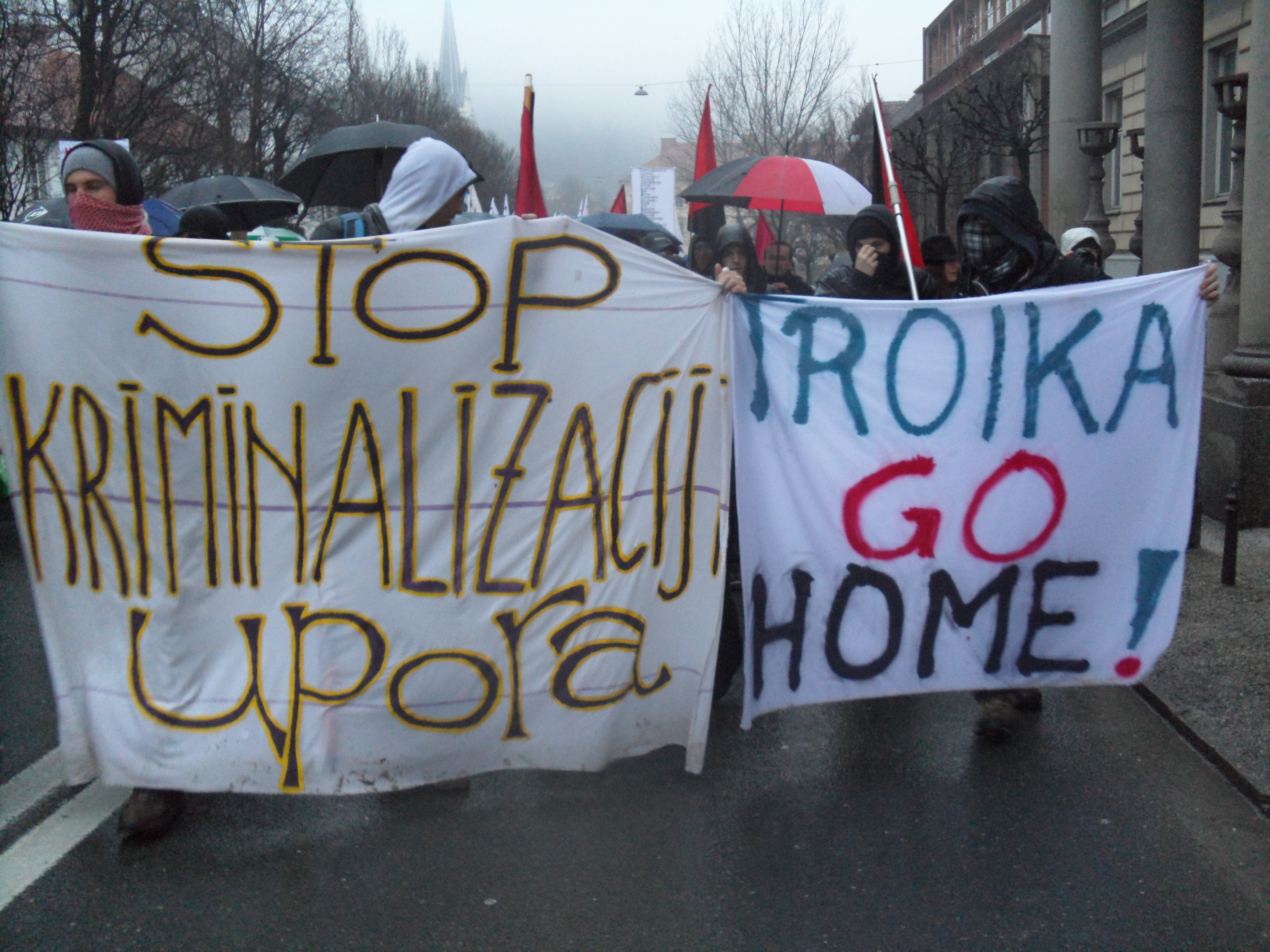
تظاهرات علیه ترویکا در اسلوونی در ۲۰۱۳

در رسانه‌ها، اصطلاح ترویکای اروپایی (به انگلیسی: European troika) نامی است برای یک گروهِ تصمیم‌گیری متشکل از کمیسیون اروپا، بانک مرکزی اروپا، و صندوق بین‌المللی پول.
(واژهٔ «ترویکا» (در روسی: тро́йка) به معنای گروهِ سه‌تایی است)